# Winterville Plantation
Winterville Plantation ist eine Plantation im Aroostook County des Bundesstaates Maine in den Vereinigten Staaten. Sie wird von Eagle Lake aus verwaltet. Im Jahr 2010 lebten dort 224 Einwohner in 265 Haushalten auf einer Fläche von 101,1 km².

## Geografie
Nach Angaben des United States Census Bureau hat die Plantation eine Fläche von 101,1 km²; 92,2 km² davon entfallen auf Land und 8,8 km² auf Gewässer.

### Geografische Lage
Die Winterville Plantation liegt im Norden des Aroostook Countys, am Saint Froid Lake, der nicht zur Plantation gehört, sie jedoch in zwei Teile teilt. Der westliche Teil ist der Winterville Forrest ein Community Forrest, der Teil östlich des Saint Froid Lakes ist Siedlungsgebiet. Die Oberfläche der Plantation ist leicht hügelig, ohne nennenswerte Erhebungen.

### Nachbargemeinden
Alle Entfernungen sind als Luftlinien zwischen den offiziellen Koordinaten der Orte aus der Volkszählung 2010 angegeben.
- Norden: Eagle Lake (Maine), 4,6 km
- Osten: Unorganized Territory von Square Lake, 30,2 km
- Süden und Westen: Unorganized Territory von Northwest Aroostook, 60,9 km

### Stadtgliederung
In Winterville Plantation gibt es mehrere Siedlungsgebiete: McNally, Quimby, Saint Froid (ehemalige Eisenbahnstation), Winterville und Winterville Station (ehemalige Eisenbahnstation).

## Geschichte
Winterville wurde 1846 besiedelt und im Juni 1884 als Township organisiert. Die ursprüngliche Bezeichnung für dieses Gebiet war Township No. 15, Seventh Range West of the Easterly Line of the State (T15 R7 WELS). Gesetzlich wurde dies 1895 anerkannt. Von 1903 bis 1907 wurde der Ortsname vorübergehend in Hill Plantation geändert.

### Einwohnerentwicklung
| Volkszählungsergebnisse – Plantation of Winterville, Maine | Volkszählungsergebnisse – Plantation of Winterville, Maine | Volkszählungsergebnisse – Plantation of Winterville, Maine | Volkszählungsergebnisse – Plantation of Winterville, Maine | Volkszählungsergebnisse – Plantation of Winterville, Maine | Volkszählungsergebnisse – Plantation of Winterville, Maine | Volkszählungsergebnisse – Plantation of Winterville, Maine | Volkszählungsergebnisse – Plantation of Winterville, Maine | Volkszählungsergebnisse – Plantation of Winterville, Maine | Volkszählungsergebnisse – Plantation of Winterville, Maine | Volkszählungsergebnisse – Plantation of Winterville, Maine |
| Jahr                                                       | 1800                                                       | 1810                                                       | 1820                                                       | 1830                                                       | 1840                                                       | 1850                                                       | 1860                                                       | 1870                                                       | 1880                                                       | 1890                                                       |
| ---------------------------------------------------------- | ---------------------------------------------------------- | ---------------------------------------------------------- | ---------------------------------------------------------- | ---------------------------------------------------------- | ---------------------------------------------------------- | ---------------------------------------------------------- | ---------------------------------------------------------- | ---------------------------------------------------------- | ---------------------------------------------------------- | ---------------------------------------------------------- |
| Einwohner                                                  |                                                            |                                                            |                                                            |                                                            |                                                            |                                                            |                                                            |                                                            | 101                                                        | 72                                                         |
| Jahr                                                       | 1900                                                       | 1910                                                       | 1920                                                       | 1930                                                       | 1940                                                       | 1950                                                       | 1960                                                       | 1970                                                       | 1980                                                       | 1990                                                       |
| Einwohner                                                  | 124                                                        | 267                                                        | 353                                                        | 408                                                        | 462                                                        | 373                                                        | 215                                                        | 164                                                        | 235                                                        | 217                                                        |
| Jahr                                                       | 2000                                                       | 2010                                                       | 2020                                                       | 2030                                                       | 2040                                                       | 2050                                                       | 2060                                                       | 2070                                                       | 2080                                                       | 2090                                                       |
| Einwohner                                                  | 196                                                        | 224                                                        | 194                                                        |                                                            |                                                            |                                                            |                                                            |                                                            |                                                            |                                                            |

## Wirtschaft und Infrastruktur

### Verkehr
Die Aroostook Road Main State Route 11 führt in nordsüdlicher Richtung durch östlichen Teil des Gebiets. Sie verbindet das Gebiet der Plantation mit Fort Kent im Norden und Patten im Süden. Winterville Plantation liegt an der Bahnstrecke Oakfield–Fort Kent.

### Öffentliche Einrichtungen
Winterville Plantation besitzt keine eigene Bücherei. Die nächstgelegene ist die Fort Kent Public Library  in Fort Kent.
Es gibt mit dem Mercy Home ein Krankenhaus in Eagle Lake.

### Bildung
Winterville Plantation gehört mit Allagash, Eagle Lake Fort Kent, New Canada, Saint Francis, Saint John Plantation und Wallagrass zum Maine School Administrative District #27.
Im Schulbezirk werden den Schulkindern mehrere Schulen angeboten:
- Community High School in Fort Kent
- Eagle Lake Elementary School in Eagle Lake
- Fort Kent Elementary School in Fort Kent
- Saint Francis Elementary School in Saint Francis
- Wallagrass Elementary School in Wallagrass